# Carl Koldewey
Carl Koldewey, född 26 oktober 1837 i Bücken vid Hannover, död 17 maj 1908 i Hamburg, var en tysk nordpolarforskare.
Koldewey förde 1868 den första tyska nordpolsexpeditionen till Spetsbergen samt 1869-70 den andra expeditionen. Denna gick till östra Grönland och nådde 77:e breddgraden. En berättelse om denna färd utkom i 2 band mellan 1873 och 1874.
Koldewey blev först assistent och senare amiralitetsrad och avdelningsföreståndare för nautiska observatoriet ("Seewarte") i Hamburg.
Den tyska forskningsstationen i Ny-Ålesund, Spetsbergen är uppkallad efter Koldewey.